# Marmorite

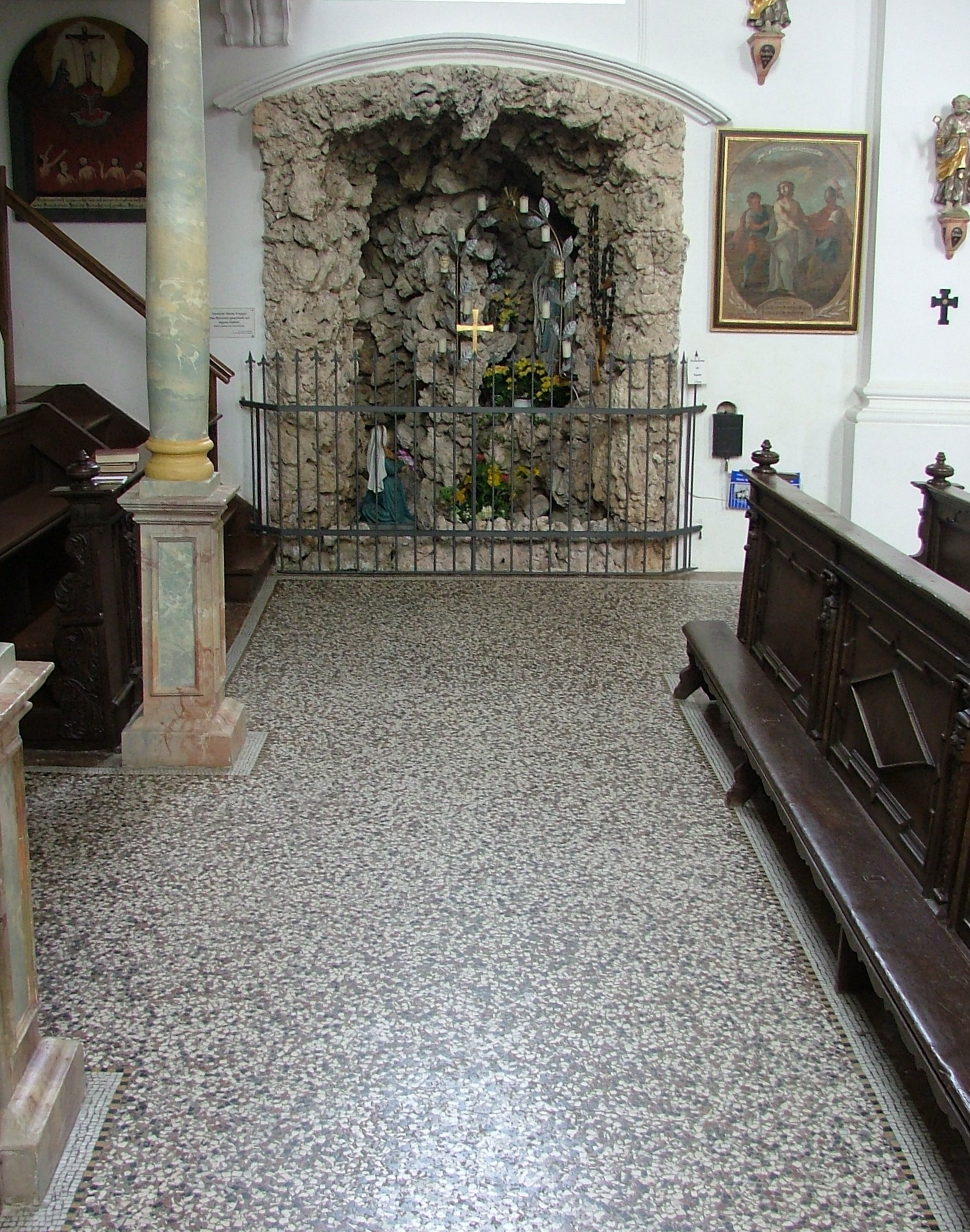
Pavimento de marmorite numa igreja alemã

Marmorite é um material compósito fabricado in-situ ou pré-fabricado, usado em paredes e pavimentos. Consiste numa mistura de fragmentos de mármore, granito, vidro, quartzo ou outros com um ligante cimentício, polimérico, ou com uma combinação de ambos. Depois de seco, é polido para se obter uma superfície impermeável e uniforme.